# Anomalia excèntrica

Diagrama on es veuen els angles de l'anomalia mitjana M, anomalia excèntrica E i anomalia veritable, l'òrbita i la circumferència principal

L'anomalia excèntrica és l'angle mesurat des del centre de l'el·lipse, que forma la projecció del planeta sobre la circumferència principal, i l'eix de l'el·lipse. Es designa per E. La relació entre l'anomalia mitjana i l'anomalia excèntrica és l'anomenada equació de Kepler. En aquesta equació M i e són coneguts per la qual cosa E és la incògnita. La solució no és fàcil perquè es tracta d'una equació transcendent on la incògnita I no es pot aclarir en termes de funcions elementals.

## Exemple
El planeta Mart té un any sideri de 686,98 dies i es vol calcular l' anomalia excèntrica 80 dies després que el planeta passi pel periheli:
- En anomalia mitjana es veu que M = 41,9226º
- A l'equació de Kepler, amb el mètode aproximacions successives, es veu que amb només 6 iteracions E = 45,75668 amb totes les seves xifres exactes.